# Astronesthes lupina
Astronesthes lupina is een  straalvinnige vissensoort uit de familie van Stomiidae. De wetenschappelijke naam van de soort is voor het eerst geldig gepubliceerd in 1941 door Whitley.